# Distroff
Distroff (fràncic lorenès Dischdrëf) és un municipi francès situat al departament del Mosel·la i a la regió del Gran Est. L'any 2007 tenia 1.505 habitants.

## Demografia

### Població
El 2007 la població de fet de Distroff era de 1.505 persones. Hi havia 585 famílies, de les quals 107 eren unipersonals (46 homes vivint sols i 61 dones vivint soles), 199 parelles sense fills, 229 parelles amb fills i 50 famílies monoparentals amb fills.
La població ha evolucionat segons el següent gràfic:
Habitants censats

### Habitatges
El 2007 hi havia 640 habitatges, 590 eren l'habitatge principal de la família, 1 era una segona residència i 48 estaven desocupats. 530 eren cases i 107 eren apartaments. Dels 590 habitatges principals, 478 estaven ocupats pels seus propietaris, 106 estaven llogats i ocupats pels llogaters i 7 estaven cedits a títol gratuït; 2 tenien una cambra, 16 en tenien dues, 53 en tenien tres, 98 en tenien quatre i 421 en tenien cinc o més. 506 habitatges disposaven pel capbaix d'una plaça de pàrquing. A 217 habitatges hi havia un automòbil i a 331 n'hi havia dos o més.

### Piràmide de població
La piràmide de població per edats i sexe el 2009 era:
| Homes | Edats   | Dones |
| ----- | ------- | ----- |
| 0     | 95 o +  | 0     |
| 4     | 90 a 94 | 8     |
| 0     | 85 a 89 | 12    |
| 4     | 80 a 84 | 8     |
| 4     | 75 a 79 | 24    |
| 28    | 70 a 74 | 20    |
| 36    | 65 a 69 | 32    |
| 52    | 60 a 64 | 36    |
| 64    | 55 a 59 | 64    |
| 52    | 50 a 54 | 68    |
| 40    | 45 a 49 | 44    |
| 48    | 40 a 44 | 52    |
| 56    | 35 a 39 | 32    |
| 60    | 30 a 34 | 80    |
| 44    | 25 a 29 | 60    |
| 40    | 20 a 24 | 24    |
| 44    | 15 a 19 | 64    |
| 48    | 10 a 14 | 52    |
| 48    | 5 a 9   | 44    |
| 44    | 0 a 4   | 20    |

## Economia
El 2007 la població en edat de treballar era de 996 persones, 734 eren actives i 262 eren inactives. De les 734 persones actives 690 estaven ocupades (363 homes i 327 dones) i 44 estaven aturades (19 homes i 25 dones). De les 262 persones inactives 109 estaven jubilades, 80 estaven estudiant i 73 estaven classificades com a «altres inactius».

### Ingressos
El 2009 a Distroff hi havia 606 unitats fiscals que integraven 1.585 persones, la mediana anual d'ingressos fiscals per persona era de 20.299 €.

### Activitats econòmiques
Dels 32 establiments que hi havia el 2007, 3 eren d'empreses extractives, 2 d'empreses alimentàries, 1 d'una empresa de fabricació de material elèctric, 4 d'empreses de fabricació d'altres productes industrials, 7 d'empreses de construcció, 4 d'empreses de comerç i reparació d'automòbils, 2 d'empreses de transport, 1 d'una empresa d'hostatgeria i restauració, 1 d'una empresa financera, 1 d'una empresa immobiliària, 1 d'una empresa de serveis, 3 d'entitats de l'administració pública i 2 d'empreses classificades com a «altres activitats de serveis».
Dels 9 establiments de servei als particulars que hi havia el 2009, 1 era una oficina de correu, 1 una oficina bancària, 1 taller de reparació d'automòbils i de material agrícola, 2 paletes, 2 guixaires pintors, 1 electricista i 1 perruqueria.
Els 2 establiments comercials que hi havia el 2009 eren fleques.
L'any 2000 a Distroff hi havia 11 explotacions agrícoles que ocupaven un total de 678 hectàrees.

## Equipaments sanitaris i escolars
El 2009 hi havia 1 escola maternal i 1 escola elemental.

## Poblacions més properes
El següent diagrama mostra les poblacions més properes.